# Maurício Soares
Maurício Soares de Almeida (Abaeté, 29 de julho de 1939 - São Bernardo do Campo, 28 de março de 2021) mais conhecido como Maurício Soares foi um advogado e político brasileiro tendo o Podemos como sua última agremiação partidária.
A formação política de Maurício começou quando ele exerceu o cargo de advogado do Sindicato dos Metalúrgicos de São Bernardo.
Maurício foi eleito prefeito de São Bernardo do Campo pela primeira vez em 1988, pelo PT. Permaneceu no cargo até 1992. Voltou à prefeitura em 1997, depois de ser eleito em 1996, já pelo PSDB. Disputou e venceu a reeleição em 2000, por outro partido, o PPS. Pediu afastamento do cargo no início de 2003, por motivos de saúde. Filiou-se posteriormente ao PSB, rompendo em 2008 com o governo de William Dib (PSDB) para apoiar a candidatura a prefeito do candidato Luiz Marinho (PT), retornando a este partido em 13 de Agosto deste mesmo ano.

## Primeira Gestão (1989-1993)
Durante sua primeira gestão Soares ficou conhecido por municipalizar o transporte coletivo, assim como seu colega de partido e prefeito e Diadema Gilson Menezes (em cuja gestão criou a Empresa de Transporte Coletivo de Diadema), criando em 1989 a Empresa de Transportes Coletivos de São Bernardo do Campo (ETCSBC) para operar e planejar o transporte público da cidade.
Outra obra da época foi a realização de mutirões para a construção de casas populares. Com auxílio técnico da Cohab-SP, foram construídas 600 unidades habitacionais em 37 núcleos de favelas da cidade. Participou da criação do Consórcio Intermunicipal Grande ABC, em 1990.
Ao final de sua primeira gestão, enfrentou oposição interna do próprio partido por conta de posicionamentos anteriores (como o de apoiar Fleury Filho nas Eleições estaduais em São Paulo em 1990 contrariando a orientação do partido que defendia o voto nulo). A turbulência interna do PT culminou no lançamento conturbado da candidatura do ex-deputado federal Djalma Bom (que venceu uma disputa interna no partido contra Wagner Lino Alves), que acabou derrotado por Walter Demarchi (PTB) na Eleição municipal de São Bernardo do Campo em 1992 por quase 35 mil votos.

## Entre mandatos
Após o fim de sua gestão Soares voltou a trabalhar no Sindicato dos Metalúrgicos de São Bernardo. Logo entrou em conflito com Djalma Bom e acabou demitido do sindicato. Soares decidiu deixar o PT em agosto de 1993, alegando falta de apoio dos dirigentes partidários no episódio de demissão do sindicato. Em 20 de dezembro, filiou-se ao PSDB.
No PSDB articulou sua candidatura para a prefeitura de São Bernardo. Na Eleição municipal de São Bernardo do Campo em 1996, venceu o ex prefeito Antônio Tito Costa (PFL), enquanto seu ex partido (PT) ficou em um modesto terceiro lugar com a candidatura do ex vereador Wagner Lino Alves (que havia tentado ser candidato em 1992). O candidato do prefeito Walter Demarchi, Waldir Cartola (PTB), ficou em quarto lugar. Neste período ele lançou uma obra sobre sua primeira gestão, "A Emoção de Governar".

## Segunda Gestão (1997-2000)
A segunda gestão de Soares foi marcada por grandes polêmicas como o aumento de IPTU (que em alguns casos chegou a 100%) e a desocupação de uma área de mananciais no Jardim Falcão. Cerca de 200 famílias foram despejadas, por conta da justiça considerar o loteamento irregular por ter sido construído em uma área de proteção aos mananciais (embora a prefeitura nas gestões de Soares e Demarchi tenha cobrado IPTU das residências). A desocupação atraiu atenção da mídia e dos adversários políticos de Soares.
Em 1998 foi criada a Criança Prioridade, logo transformada em Fundação Criança, órgão responsável por atender a crianças e adolescentes em situação de vulnerabilidade social.No mesmo ano, foi eleito presidente do Consórcio Intermunicipal Grande ABC.

## Desempenho eleitoral
| Ano  | Eleição                            | Cargo    | Partido | Partido | Coligação                                                                                                | Vice                     | Votos para Maurício | Votos para Maurício | Votos para Maurício | Votos para Maurício | Resultado     | Ref           |
| Ano  | Eleição                            | Cargo    | Partido | Partido | Coligação                                                                                                | Vice                     | T.                  | Total               | %                   | P.                  | Resultado     | Ref           |
| ---- | ---------------------------------- | -------- | ------- | ------- | --- | ------------------------ | ------------------- | ------------------- | ------------------- | ------------------- | ------------- | ------------- |
| 1988 | Municipal de São Bernardo do Campo | Prefeito |         | PT      | Partido Isolado                                                                                          | Djalma Bom (PT)          | 1.º                 | 112.215             | 38,29%              | 1.º                 | Eleito        | [ 20 ]        |
| 1996 | Municipal de São Bernardo do Campo | Prefeito |         | PSDB    | PSDB, PPS, PMDB, PMN, PSB, PRP                                                                           | Maurício de Castro (PPS) | 1.º                 | 103.633             | 30,08%              | 1.º                 | Segundo turno | [ 21 ]        |
| 1996 | Municipal de São Bernardo do Campo | Prefeito | 2.º     | PSDB    | PSDB, PPS, PMDB, PMN, PSB, PRP                                                                           | Maurício de Castro (PPS) | 185.416             | 56,42%              | 1.º                 | Eleito              | [ 21 ]        |               |
| 2000 | Municipal de São Bernardo do Campo | Prefeito |         | PPS     | São Bernardo Ainda Melhor (PPS, PSB, PSDC, PL, PFL, PHS, PSL, PMDB, PRTB, PRN, PTdoB, PV, PTN, PSC, PSD) | William Dib (PSB)        | 1.º                 | 206.595             | 60,41%              | 1.º                 | Eleito        | [ 22 ] [ 21 ] |

## Morte
Morreu em 28 de março de 2021, aos 81 anos em São Bernardo do Campo, vítima de uma pneumonia em decorrência de broncoaspiração.